# Kapglasögonfågel
Kapglasögonfågel (Zosterops virens) är en fågel i familjen glasögonfåglar inom ordningen tättingar.

## Utseende
Kapglasögonfågel är en liten och aktiv sångarlik fågel med mestadels gulgrön fjäderdräkt och en tydlig vit ring runt ögat. De två underarterna skiljer sig i färgen på bröst och buk, grått i söder och grönaktigt i norr. 

## Utbredning och systematik
Kapglasögonfågel delas in i två underarter med följande utbredning:
- Zosterops virens virens – östra och sydöstra Botswana, sydvästra Moçambique, östra Sydafrika (söderut till östra Östra Kapprovinsen) samt Swaziland
- Zosterops virens capensis – sydvästra Sydafrika (österut till västra Östra Kapprovinsen), Lesotho och västra KwaZulu-Natal

## Levnadssätt
Kapglasögonfågeln är vanlig i alla typer av miljöer. Den utgör ett påtagligt inslag i kringvandrande artblandade flockar.

## Status
Arten har ett stort utbredningsområde och internationella naturvårdsunionen IUCN kategoriserar arten som livskraftig. Beståndsutvecklingen är dock oklar.